# Villa Ugglebo, Djursholm

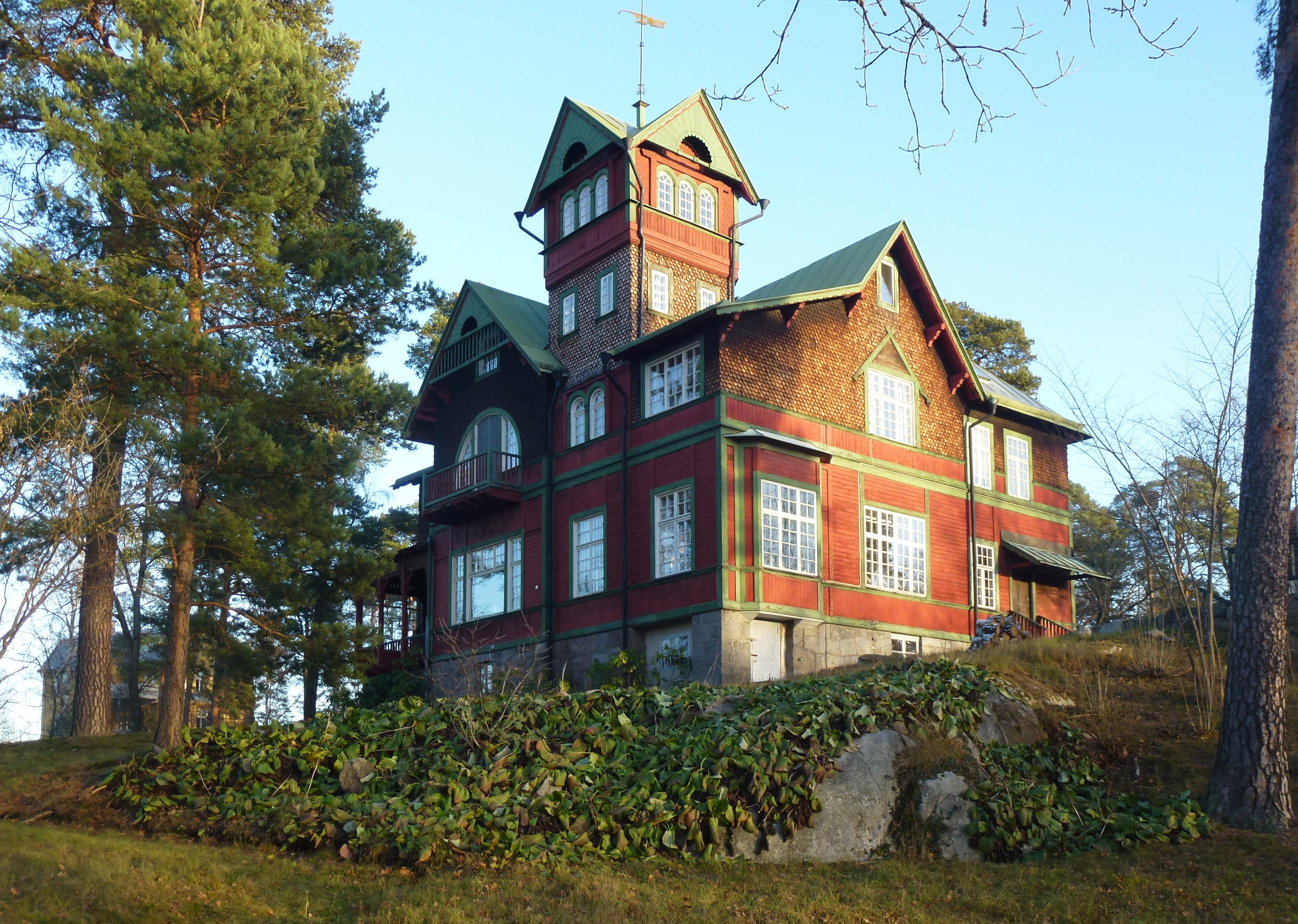
Villa Ugglebo Djursholm 2013.

Villa Ugglebo är en villafastighet i kvarteret Draupner vid Slottsvägen 9 i Djursholm, Danderyds kommun. Ugglebo hör till Djursholms första villor som byggdes i mitten av 1890-talet och hör till de bäst bevarade exemplen i Djursholm på den "nordiska trästilen". Huset ritades av arkitekt Thor Thorén och klassades som "omistligt" i en byggnadsinventering av Danderyds kommun.

## Bakgrund
Det höglänta, kuperade området sydöst om Djursholms slott, var ett av de första som bebyggdes när det nya villasamhället i Djursholm anlades. De flesta villorna är uppförda på 1890-talet och under 1900-talets första decennium. Som exempel på mer exklusiva villor i området kan nämnas Villa Tallbacken, Slottsvägen 6B, Villa Ugglebo, Slottsvägen 9 och Villa Schnell, Henrik Palmes allé 23. Hela området är av riksintresse för kulturmiljövården.

## Ugglebo

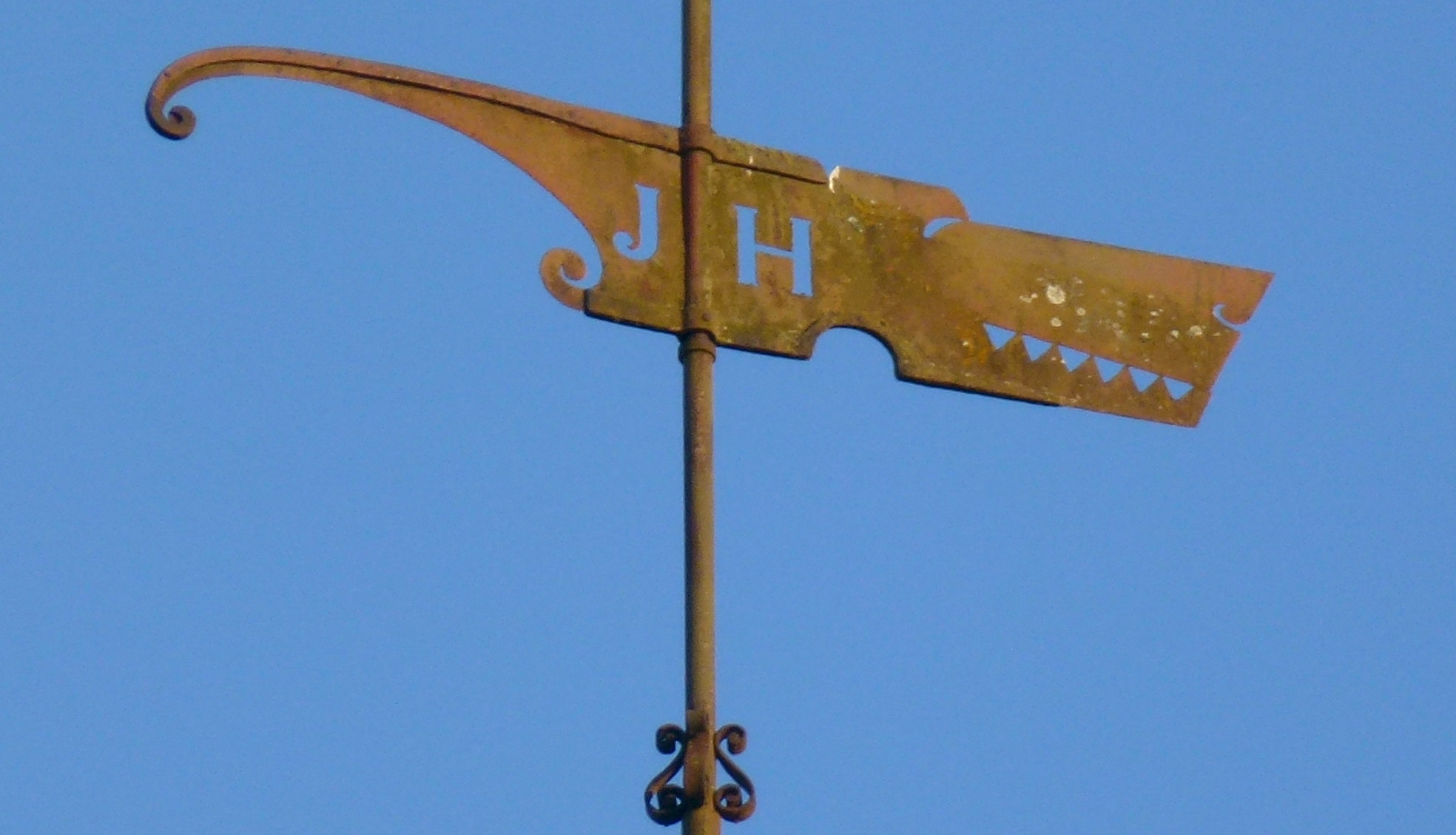
Vindflöjeln med "JH".

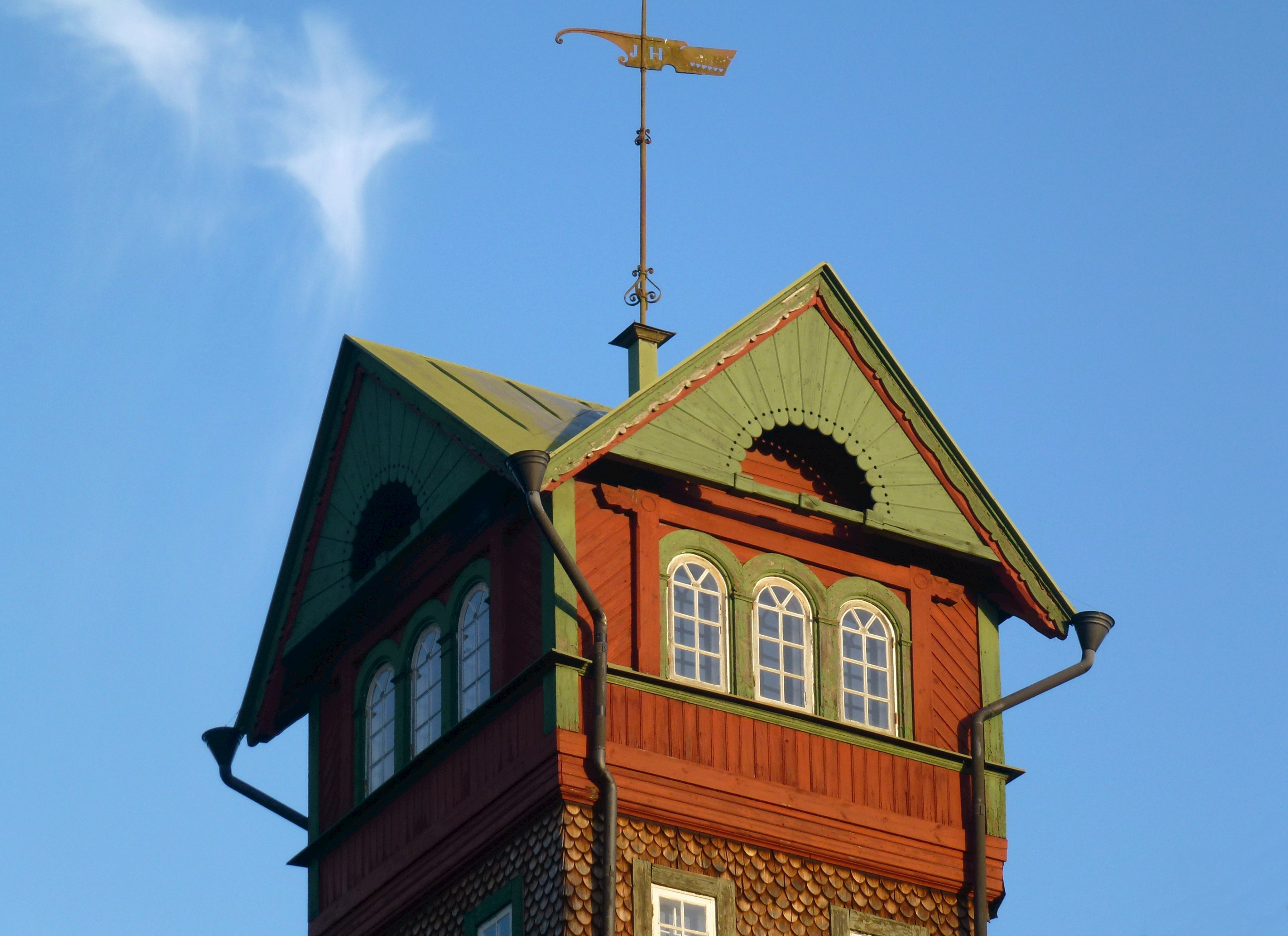
Villa Ugglebo tornrummet.

"Villa Ugglebo" vid Slottsvägen 9 är byggdes vid 1890-talets mitt. Köpekontraktet för tomten mellan säljaren Djursholms Aktiebolag och köparen John Högstedt upprättades den 15 mars 1895. Tomten har skogskaraktär och sluttar brant ner mot syd och sydväst. Byggherre var vinhandlaren John Högstedt (1859–1927) som drev vin- och spirituosahandel vid Birger Jarlsgatan 26. Han var gift med kokboksförfattaren Ida Högstedt.
Byggnaden är ett trähus i två våningar med vind som gestaltades av arkitekt Thor Thorén i nationalromantisk stil med fornnordiska inslag och inspiration av amerikansk stick style-arkitektur. Fasaderna är klädda med rödfärgad pärlspont, gröna foder och bruntjärad träspån. Sockeln är utförd av kvaderhuggen natursten. Tornrummet har trekopplade bågfönster åt alla fyra väderstreck. Tornet och byggnadens högsta tak var ursprungligen krönta av en åskam med drakhuvuden i änderna. Dessa togs bort vid en ombyggnad 1912. Vindflöjeln på tornrummet har form av ett varghuvud och bär byggherrens initialer ”JH”. 
I interiören är den ursprungliga planen bevarad i sina grunddrag. Särskilt i trapphuset är de gamla boaseringar och snickerierna i behåll. Hallen har indelade väggar. I matsalen är dörrarnas överstycken målade med kärleksmotiv. Salen har ett grönmålat tak med kantstuck. Vid en inventering 1973 var den ursprungliga skåpinredningen bevarad i kök och serveringsrum.

## Fasadritningar och sektion
|  |  |  |